# Castello di Monteodorisio
Das Castello di Monteodorisio ist eine mittelalterliche Festung in der italienischen Gemeinde Monteodorisio in der Provinz Chieti.

## Geschichte
Die Höhenburg stammt aus dem 11. Jahrhundert und wurde vermutlich von den Normannen erbaut. Im Jahre 1095 tauchte sie in einer Güterzusammenstellung auf, die von den Grafen Roberto di Loritello an den theatinischen Bischof Rainolfo adressiert war. Darin wurden neben der Burg zwei mit dieser verbundene Kirchen, San Salvatore im Inneren und San Pietro draußen, der theatinischen Diözese gestiftet. Die Burg fiel nacheinander an verschiedene Familien, darunter die Del Borgos, die Bariles, die Caldoras und die D’Avalos.

## Beschreibung
Die Burg liegt im höchsten Teil der Siedlung am westlichen Rand des Hügels, dort, wo dieser steil zum Fluss Sinello hin abfällt. Diese Lage erlaubte einen freien Blick auf mögliche Feinde, ermöglichte aber auch die Flucht. Heute sind nur noch zwei Seiten der trapezförmigen Anlage sichtbar, nämlich die Nordwest- und die Südostseite, sowie drei große Türme drei der vier Eckpunkte. Die Burg wurde aus Flusskieseln, ganz oder bearbeitet, erbaut, die aus dem Fluss Sinello stammten, gemischt mit Ton. Die Türme sind rund. Der Nordteil besteht aus vier Meter dicken Mauern mit einer Höhe von 14 Metern und ist mit Öffnungen mit Gewände. Im höchsten Teil dieser Fassade gibt es ein breites Rundbogenfenster. Dieser Teil ist, zusammen mit den Türmen der älteste. Die vier Schießscharten wurden von einem Laufgang dahinter aus bedient. Der Baukörper aus Mauerwerk ist jüngeren Datums. Die Mauerwerksstruktur zeigt Verstärkungseingriffe aus dem 15. Jahrhundert und weitere von 1960. Der Westturm trägt eine rein dekorative Konsolenkrone ohne Abflüsse. Darüber befindet sich ein Fries mit ineinander verschlungenen Bögen und darüber ein Fries mit Ovalen. Der Nordturm trägt unterhalb dem Gesims zwischen der Anschrägung und dem zylindrischen Teil ein architektonisches Motiv, das sich aus Fischgrätensteinen zusammensetzt.
In den Räumen der Burg ist das Museo per l’economia tra l’antichità ed il Rinasciamento (dt.: Museum der Wirtschaft von der Antike bis zur Renaissance) untergebracht.